# КЗК «Покровська бібліотека»
КЗК «Покровська бібліотека» — публічна бібліотека розташована в смт Покровське Дніпропетровської області.

## Історія бібліотеки
Історія КЗК «Покровська бібліотека» розпочинається з кінця XIX ст. Рішенням сесії повітових зборів 1895 року було відкрито першу бібліотеку-читальню в селі Покровському. За рік її відвідало 500 читачів, в тім числі дітей — 132, молоді — 255. Це свідчить про високий рівень культури Покровської громади та потреби в знаннях. З того часу бібліотека стала звичною і невід'ємною частиною життя жителів Покровського.
Дані про роботу Покровської бібліотеки-читальні за 1896 рік. Усього читачів — 500, в тому числі — 14 жінок. Більшість читачів у школі не навчалася, грамоту опановувала, мабуть, самотужки.
Читачами здебільшого були молоді люди, 77,4 % від усього читацького загалу. Записано читачів за віком: у віці 15-23 років значилося 255 читача, з них жінок — лише 23. У віці 25- 40 років — 87, жінок — 8, за 40 років — 26 читача, з них — 3 жінки.
Впродовж року було видано 6174 книги; з них 611 — на історичну тематику, 556 — на релігійну, 566 — на географічну, 113 на сільськогосподарську.
Багатьох читачів найбільше цікавили книги про вітчизняну словесність. Таких книг лише за 1896 рік було видано 3779. В середньому на кожного припадало по 12 книг. Ще 349 чоловік більш-менш активно відвідували читальню Покровської бібліотеки.
З утворенням у 1923 році Покровського району в Покровському при районному сільбуді працювала районна бібліотека. В ній працював Іван Безуглий.
Ще раніше бібліотека була при початковій школі, пізніше там був дитсадок. Книжковий фонд бібліотеки налічував 3792 книги. В дитячій бібліотеці було всього 388 книг.
З іншого документу довідуємося, що «районна бібліотека, якою безпосередньо керує райспоживспілка, видає книги для хат-читалень всього району. У бібліотеці є до 5000 книжок. Читачів на 1 січня 1927 року було 1145, за грудень прочитано 1248 книжок, з них однієї белетристики 965, що ставить перед бібліотекою завдання просунення в гущу читачів інших видань».
Бібліотека, сказано в документі, в сучасний момент обслуговує 20 пунктів (хат-читалень), куди видає великі книжкову абонементи. Крім того, ближнім хатам-читальням видаються свіжі газети. Крім районної бібліотеки, є бібліотека в селі Великомихайлівка, яка налічує 500 книжок. Інших бібліотек у районі немає. А ось хат-читалень у 1928 році в Покровському районі було 26.

## Бібліотеки-філії
- Покровська дитяча бібліотека-філія
- Олександрівська сільська бібліотека-філія
- Коломійцівська сільська бібліотека-філія
- Андріївська сільська бібліотека-філія
- Братська сільська бібліотека-філія
- Леваднинська сільська бібліотека-філія
- Романківська сільська бібліотека-філія
- Водянська сільська бібліотека-філія